# Završje (Brestovac)
Završje je naselje u Požeško-slavonskoj županiji u sastavu općine Brestovac. 

## Zemljopis
Završje je smješteno oko 2 km istočno od Brestovca, na cesti Požega - Nova Gradiška susjedna naselja su Novo Selo na istoku i Nurkovac na zapadu. 

## Stanovništvo
Prema popisa stanovništva iz 2011. godine Završje je imalo 323 stanovnika.
| broj stanovnika |       | 32    | 37    | 83    | 51    | 39    | 48    | 112   | 101   | 95    | 94    | 109   | 175   | 256   | 318   | 323   | 292   |
|                 | 1857. | 1869. | 1880. | 1890. | 1900. | 1910. | 1921. | 1931. | 1948. | 1953. | 1961. | 1971. | 1981. | 1991. | 2001. | 2011. | 2021. |